# IPython
IPython(Interactive Python, 인터랙티브 파이썬)은 복수의 프로그래밍 언어에서 상호작용적인 컴퓨팅을 하기 위한 명령 셸이며 파이썬 프로그래밍 언어용으로 처음 개발되었다. 자가 검사, 대화형 매체, 셸 문법, 탭 완성, 히스토리를 제공한다. IPython은 다음 기능을 제공한다:
- 상호작용 셸 (터미널 및 Qt 기반).
- 코드, 텍스트, 수학식, 인라인 플롯, 기타 미디어를 지원하는 브라우저 기반 노트북 인터페이스
- 상호작용 데이터 시각화 및 GUI 툴킷 이용 지원.
- 자체 프로젝트로 로드하기 위한 유연하고 임베디드 가능한 인터프리터
- 병렬 컴퓨팅용 도구

## 같이 보기
- 파이썬
- SageMath
- 프로젝트 주피터